# Lista Czerwcowa
Lista Czerwcowa (szw. Junilistan) – szwedzka eurosceptyczna partia polityczna.

## Historia
Ugrupowanie powstało 11 lutego 2004, założyli je ekonomista Nils Lundgren i były dyrektor banku centralnego Lars Wohlin. W wyborach europejskich w tym samym roku Junilistan z poparciem blisko 14,5% głosujących zajął 3. miejsce, uzyskując 3 mandaty w Parlamencie Europejskim. Posłami zostali obaj liderzy partii i była socjaldemokratka Hélène Goudin, którzy w PE współtworzyli eurosceptyczną grupę Niepodległość i Demokracja.
Dobry wynik zachęcił Listę Czerwcową do wystawienia swoich list w 2006 w wyborach do Riksdagu. Ugrupowanie poniosło jednak porażkę – otrzymało poparcie niespełna 0,5% głosów. W tym samym roku Junilistan opuścił Lars Wohlin, który odszedł do Chrześcijańskich Demokratów. W 2008 na czele ugrupowania stanął Sören Wibe, były poseł socjaldemokratów i jeden z najbardziej znanych krytyków członkostwa Szwecji w Unii Europejskiej. W wyborach europejskich w 2009 Lista Czerwcowa otrzymała 3,5% głosów i utraciła europejską reprezentację.
Działalność partii w następnych latach niemal zanikła, w 2010 zmarł Sören Wibe. Junilistan wystawił własną listę wyborczą do PE w 2014, odnotował jednak marginalny wynik na poziomie 0,3% głosów.